# Veropedia
Veropedia являлась бесплатной вики-энциклопедией, поддерживаемой с помощью рекламы. Редакторы Veropedia выбирали те статьи Википедии, которые соответствовали критериям проверяемости и достоверности, указанным на их сайте, затем выбранные стабильные версии статей переносились в Veropedia.
Для того, чтобы отредактировать статью в Veropedia, нужно было сначала отредактировать соответствующую статью в Википедии, затем перенести новую версии статьи в Veropedia.

## История
Veropedia была открыта в конце октября 2007 года группой опытных википедистов, включая основателя Veropedia бывшего сотрудника Фонда Викимедиа Дэниела Вула, уже имевшего опыт в написании энциклопедий, таких как  Encyclopedia of the Peoples of the World. К ноябрю 2007 года сайт редактировало уже около 100 волонтёров. Среди них также было некоторое число академиков. В январе 2009 года сайт был закрыт для выпуска новой версии, которая так и не вышла.
Энциклопедии уже давно не существует. По старому адресу находится англоязычный блог о SEO на движке Wordpress, его владелец не известен.